# Merlyn
Merlyn was een literair tijdschrift van Kees Fens, H.U. Jessurun d'Oliveira en J.J. Oversteegen. Het blad verscheen voor het eerst in november 1962. Er verschenen vier jaargangen tot en met 1966; het werd uitgegeven door uitgeverij Athenaeum-Polak & Van Gennep.
Door Merlyn heeft de techniek van close reading in Nederland ingang gevonden. Het blad reageerde daarmee op de in de jaren vijftig dominante vorm van literaire kritiek, waarin volgens de Merlyn-redacteuren veel aandacht was voor filosofie, psychologie en moraal, terwijl juist de tekst zelf werd veronachtzaamd. Daarmee liet Merlyn de "vorm of vent"-discussie van de jaren dertig in een aantal opzichten herleven. Close reading analyseert en interpreteert literatuur uitsluitend aan de hand van de tekst en de structuur daarvan, en laat buitenliteraire factoren buiten beschouwing.
De wijze van literatuurbeschouwing van Merlyn heeft grote invloed gehad op de literaire kritiek en literatuurwetenschap in Nederland. Deze invloed is sinds medio jaren tachtig tanende.